# Samtgemeinde Uchte
De Samtgemeinde Uchte is een Samtgemeinde in de Duitse deelstaat Nedersaksen. Het is een samenwerkingsverband van vier kleinere gemeenten in het zuiden van Landkreis Nienburg/Weser. Het bestuur is gevestigd in Uchte.

## Deelnemende gemeenten
- Diepenau, 3.931 inwoners per 31 december 2020,  met de dorpen en gehuchten:
  - Bramkamp
  - Diepenau
  - Lavelsloh
  - Essern
  - Steinbrink
  - Nordel
- Raddestorf,  1.835 inwoners per 31 december 2020, met de dorpen en gehuchten:
  - Huddestorf
  - Dierstorf
  - Raddestorf
  - Jenhorst
  - Kleinenheerse
  - Glissen
  - Kreuzkrug
  - Harrienstedt
- Uchte, 5.034 inwoners per 31 december 2020, met de dorpen en gehuchten:
  - Hoysinghausen
  - Darlaten
  - Höfen
  - Lohhof
  - Uchte zelf; hier is ook het bestuur van de Samtgemeinde gevestigd
  - Woltringhausen
- Warmsen, 3.247 inwoners per 31 december 2020, met de dorpen en gehuchten:
  - Bohnhorst
  - Brüninghorstedt
  - Großenvörde
  - Sapelloh
  - Hauskämpen
  - Warmsen

Totaal aantal inwoners van de gehele Samtgemeinde: 14.047.

De vier deelgemeentes; hoofdplaatsen onderstreept

## Ligging, verkeer, vervoer
De vier gemeentes liggen in een gebied met veel hoogveen. Veel veen is echter in het verleden ontgonnen en heeft plaats gemaakt voor akkerland. Op zandgronden is hier en daar productiebos van naaldhout aangelegd.
Uchte ligt aan een spoorlijntje naar Rahden, dat echter alleen nog voor toeristische ritten met historische treinen e.d. wordt gebruikt (museumspoorlijn). Openbaar vervoer is beperkt tot, niet zeer frequente, busdiensten van en naar de omliggende grotere plaatsen.
Door de gemeente lopen de belangrijke verkeersaders de Bundesstraße 61 zuidwaarts naar Petershagen en Minden , noordwaarts naar Bassum, en de Bundesstraße 441 oostwaarts naar Stolzenau in de Samtgemeinde Mittelweser, Seelze en Hannover. Beide lopen in een moderne rondweg om Uchte heen. Door Raddesdorf loopt de Bundesstraße 215 van Petershagen naar Stolzenau.

## Economie
In Uchte wordt door Exxon aardgas gewonnen. Niet uitgesloten is, dat de aardbeving, met een magnitude van 3,0 op de Schaal van Richter en met epicentrum in het naburige Stolzenau op 16 augustus 2018, met deze aardgaswinning in verband staat.
De gemeente is economisch gezien verder vooral agrarisch van karakter.

## Geschiedenis

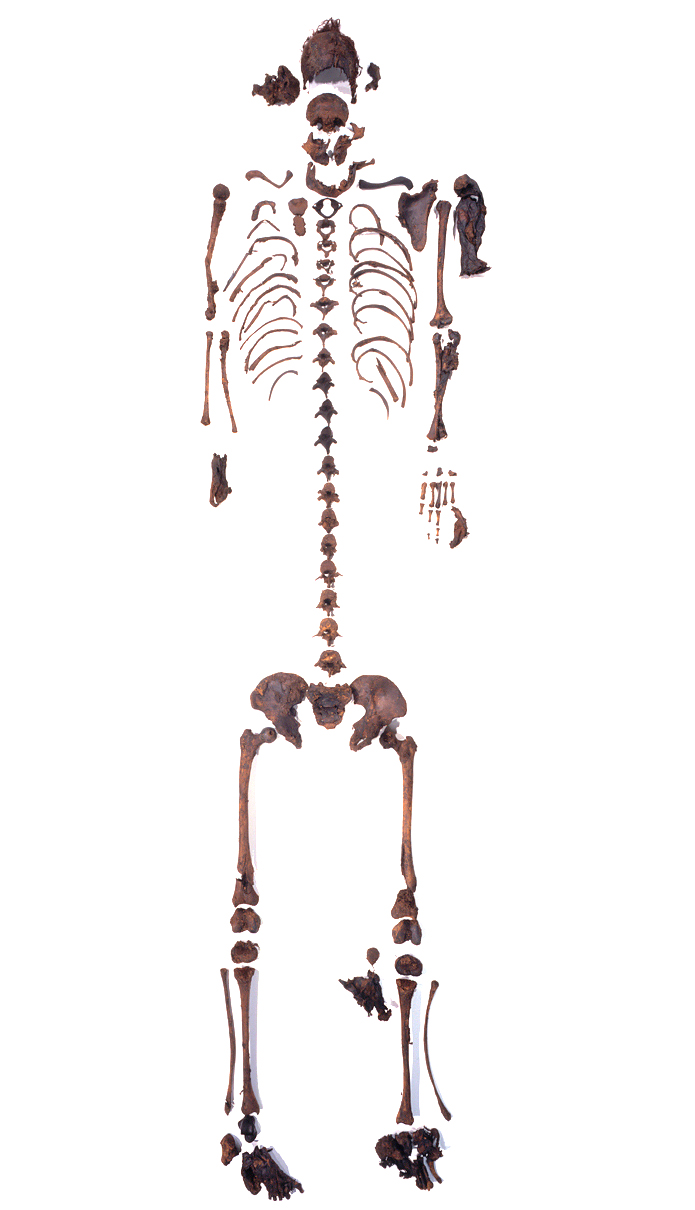
Skelet van het veenlijk Moora

In het Große Moor bij  Uchte-Darlaten is in 2000-2005 een veenlijk daterend van ca. 650 v.Chr. gevonden. Het was een meisje in de tienerleeftijd. Wetenschappelijk onderzoek heeft uitgewezen, dat Moora, zoals het meisje is genoemd, meerdere hongersnoden en ernstige ziektes heeft overleefd alvorens zij naakt ofwel in het veen werd begraven, ofwel verongelukte.  De skeletresten zullen in de nabije toekomst in het Niedersächsische Landesmuseum Hannover te bezichtigen zijn.
In deze tijd (de IJzertijd) was het veen enige meters minder dik dan tegenwoordig, en er waren "eilanden" van hogere, droge, voor akkerbouw en veeteelt geschikte grond tussen, waar de bevolking woonde.
In het oorkondeboek van Hoya werd Uchte in 1196 en Warmsen in 1069 voor het eerst vermeld. In de Middeleeuwen gaf de strategische ligging van de streek reden tot strijd tussen de graven van Hoya en de bisschoppen van Minden. Ook Diepenau bleef hiervoor niet gespaard: Volgens het Hoyase oorkondeboek werd in 1383 „dat nige Slot, geheten de Depenauwe“, het nieuwe kasteel Diepenau, door troepen uit Minden verwoest.
Nadat in 1582 de buurtschap Warmsen aan het Hertogdom Brunswijk-Lüneburg overgedragen werd, behoorde het tegenwoordige gebied van de gemeente Warmsen sinds de 19e eeuw bij het Koninkrijk Hannover en werd vanaf 1866 onderdeel van Pruisen. Het vlek Uchte daarentegen was van 1521-1789 een exclave van het Landgraafschap Hessen-Kassel te midden van het Keurvorstendom Brunswijk-Lüneburg.
Het dorp Uchte werd in 1726 en 1817 door branden grotendeels verwoest. In 1822 onderging Diepenau hetzelfde lot.

### Meteoriet van Warmsen

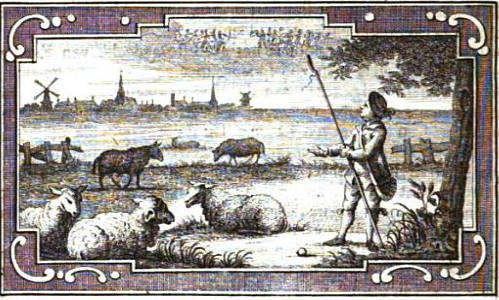
Het verschijnsel op een prent.

Tussen Warmsen en Schammerlo deed zich op 9 april 1647 een opmerkelijk verschijnsel voor. De overlevering ervan lijkt op een typisch 17e-eeuws verslag van wat in werkelijkheid een Meteoriet was. Een lokale herder omschrijft de gebeurtenis als volgt: "Op een heldere middag in een lichte wolk had men een gerucht gehoord, alsof er op honderd trommels werd geslagen. Daarna volgden twee harde knallen, alsof het kanonschoten waren. Daarna zag de herder twee legers vechten, en een uur lang klonk het het als het knallen van duizenden musketten. Daarna wierp een boogschutter een brandende kogel naar de aarde. De kogel viel op de aarde uiteen in stukken. Bij het breken dachten de mensen dat hemel en aarde zouden vergaan." De fragmenten zijn gevonden, en een stuk daarvan werd naar Stolzenau in Nienburg/Weser gestuurd. De kogel was uitwendig roetzwart, en inwendig van koper met goud vermengd. Volgens het historisch archief meteorieten en bolides, zijn in dezelfde periode op diverse plaatsen in Westfalen stenen uit de lucht gevallen.

## Bezienswaardigheden, toerisme, recreatie
- Het bezienswaardigste plaatsje in de gehele Samtgemeinde is het aan Diepenau vastgebouwde Lavelsloh,  met enkele historische gebouwen en een aardig vakwerkhuis aan de spoorlijn, dat zowel station als trouwlocatie is. Diepenau-Lavelsloh heeft ook een actief verenigingsleven, dat jaarlijks diverse schuttersfeesten en andere evenementen organiseert, die ook door mensen van ver buiten de regio worden bezocht.
- De Samtgemeinde heeft nog enige oude wind- en watermolens, o.a. de uit 1837 daterende watermolen van Raddestorf- Harrienstedt, die nog maalvaardig is.
- Ritten met historische voertuigen, o.a. de railbus van het type Uerdinger Schienenbus, op de museumspoorlijn naar Rahden v.v. Binnen de Samtgemeinde zijn verscheidene haltes van deze lijn.
- Het  hoogveen Große Moor (oppervlakte ca. 3.260 ha) ten noorden van Warmsen is, hoewel hier en daar nog turfwinning plaatsvindt, voor het grootste deel een ecologisch waardevol natuurreservaat. Om het veengebied heen loopt een fietsroute. In het gebied staat een uitkijktoren, waarvandaan men ver het veen in kan kijken. Wie geluk heeft, kan vanuit deze uitkijktoren duizenden kraanvogels zien, die hier graag verblijven
- Gehannfors Hof, 1 km ten zuiden van Warmsen, is een uit het midden van de negentiende eeuw daterende, gerestaureerde boerderij met verscheidene culturele en recreatieve voorzieningen, mede gericht op gezinnen met kinderen tot 12 jaar. Ook deze locatie is in trek voor huwelijkssluitingen met aansluitend het bruiloftsfeest.

## Galerij

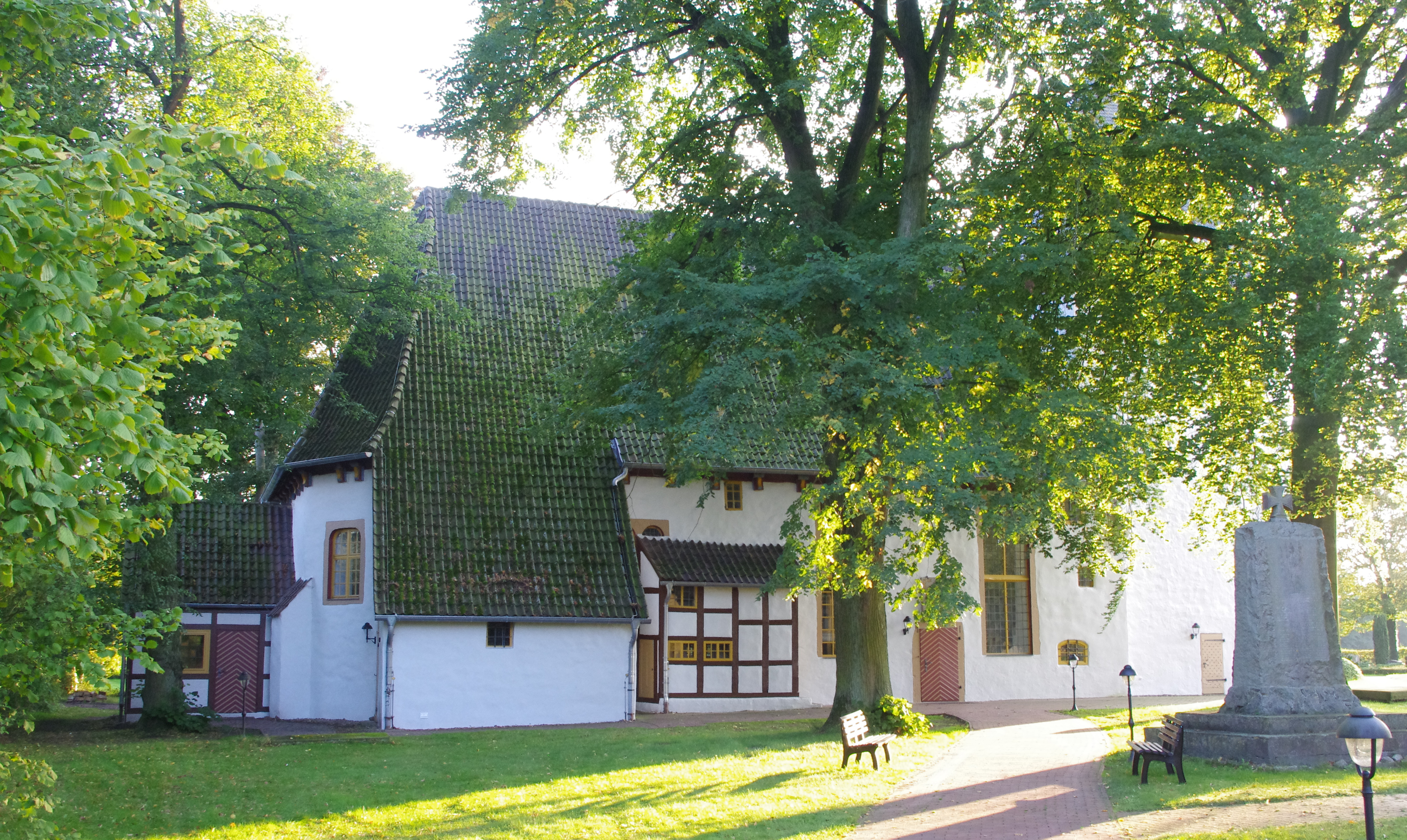
Evang.-lutherse Daniëlskerk Lavelsloh (1642)
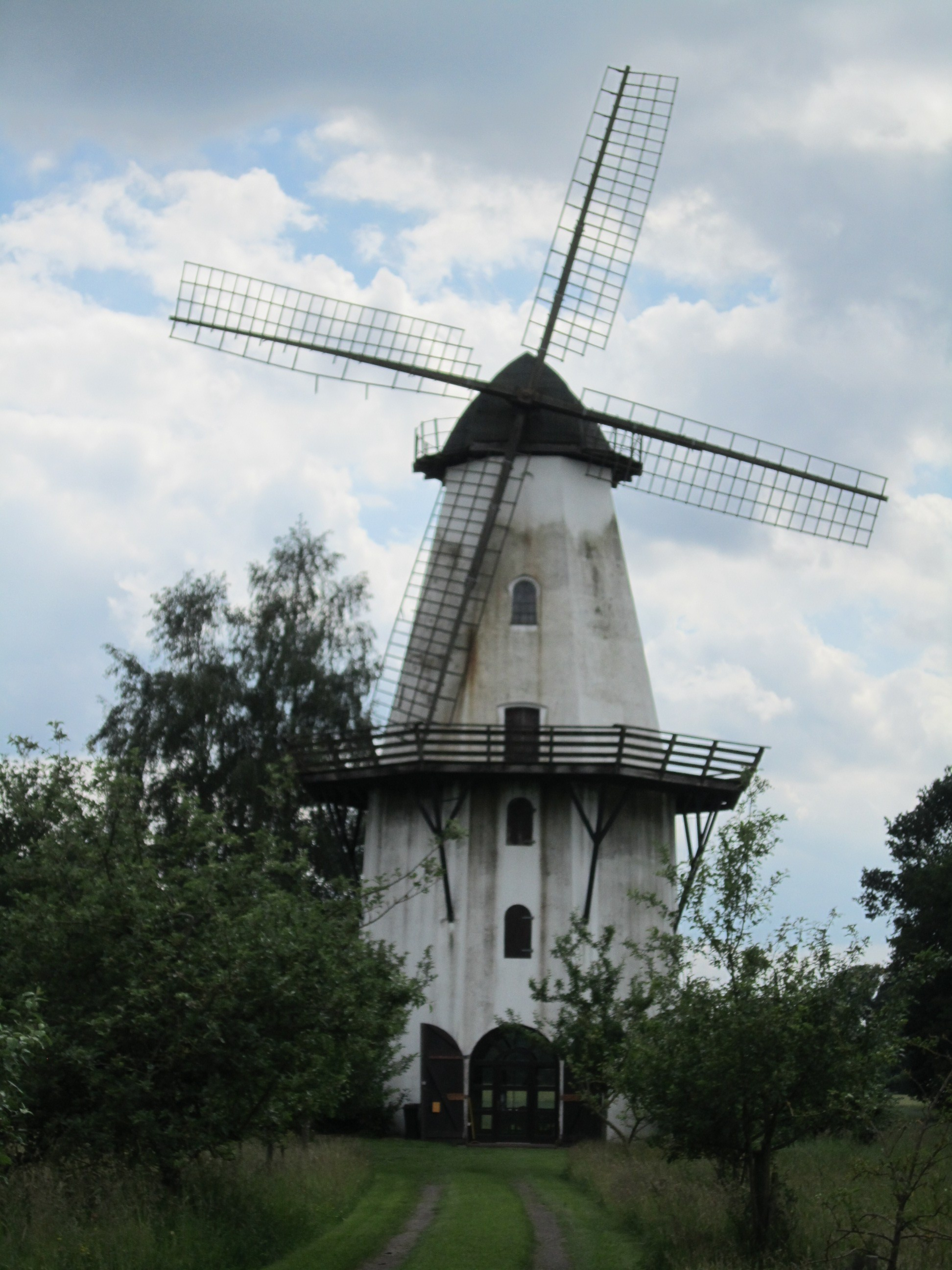
Windmolen Lavelsloh
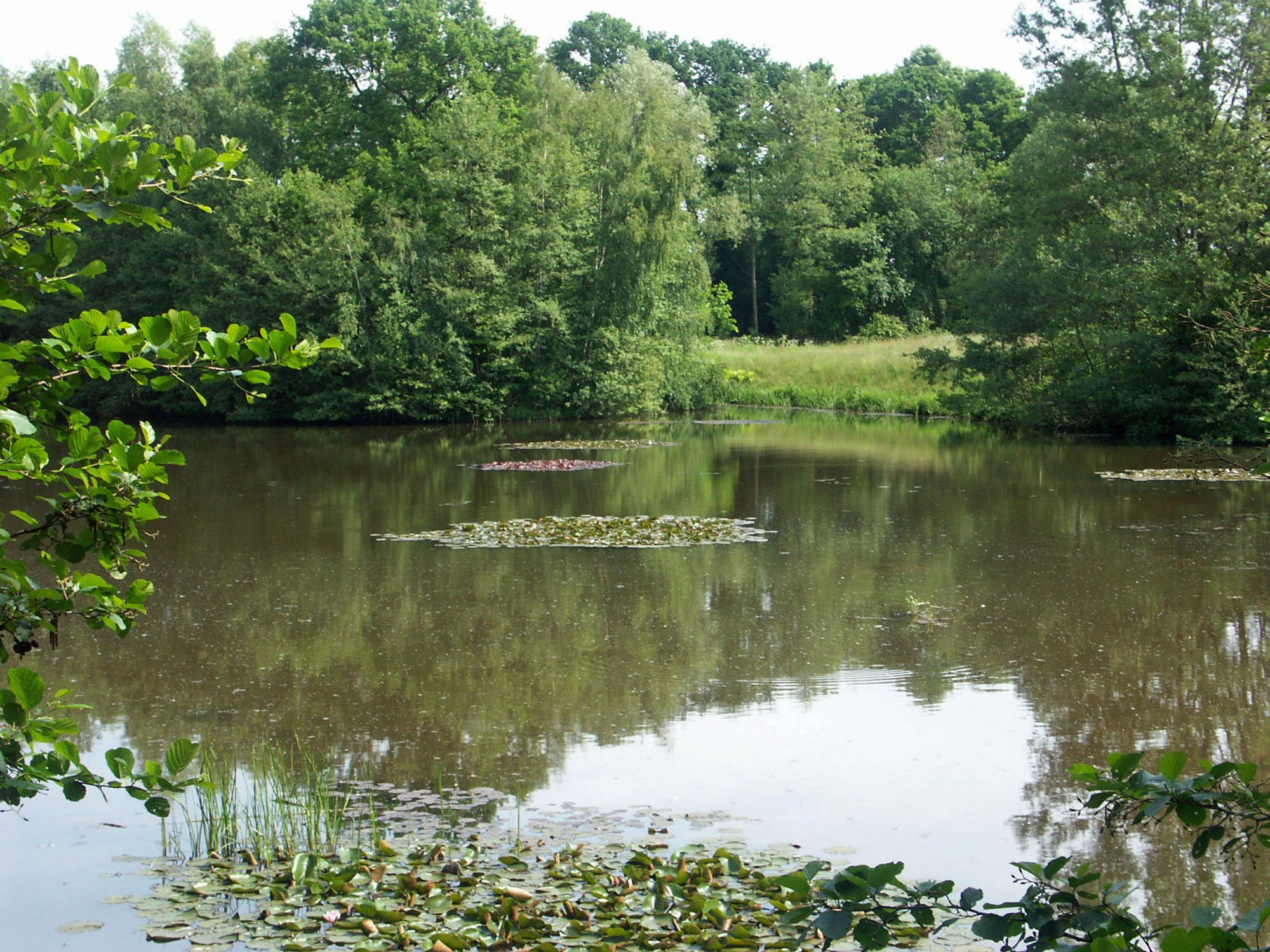
Meertje bij Lavelsloh
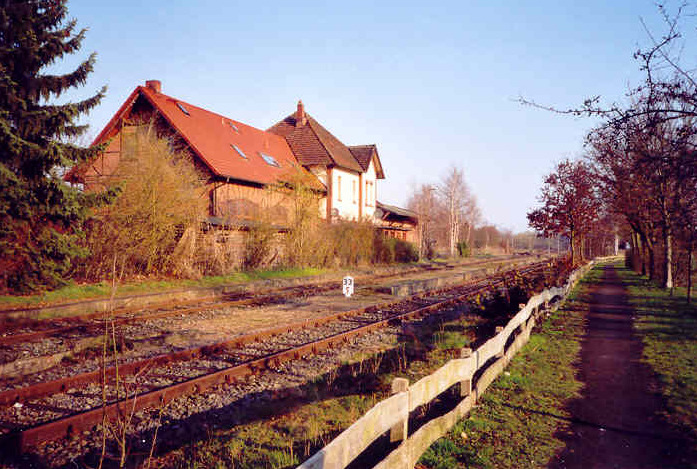
Station Uchte
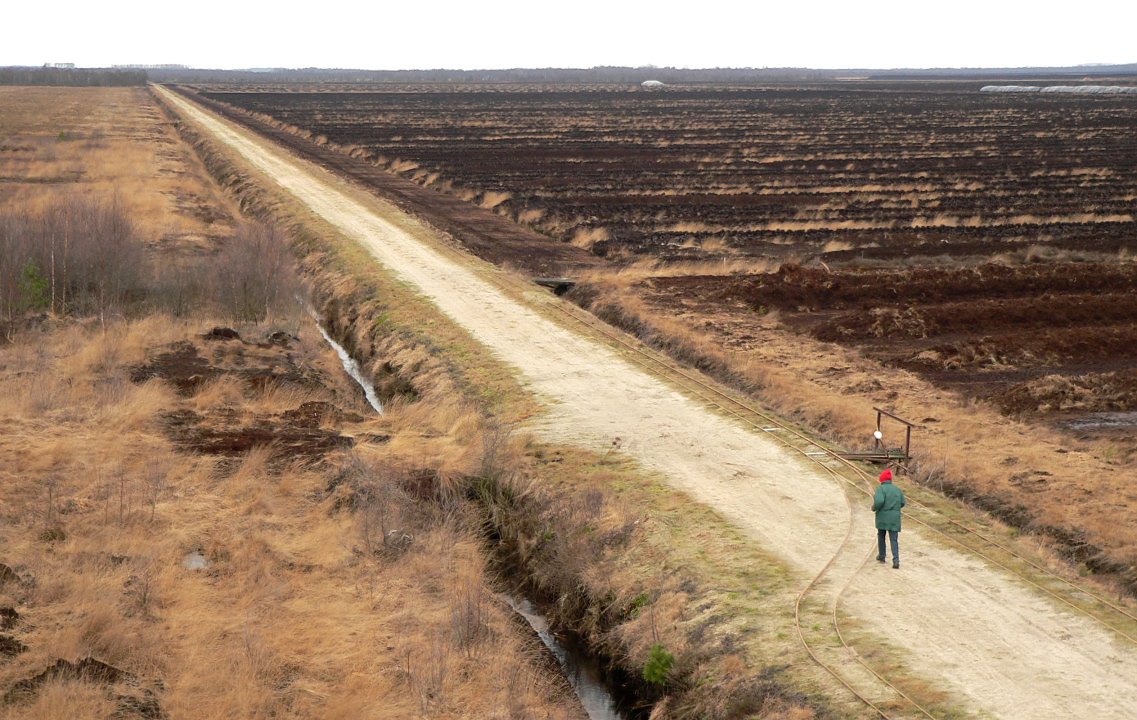
Gezicht op het Große Moor vanuit de uitkijktoren
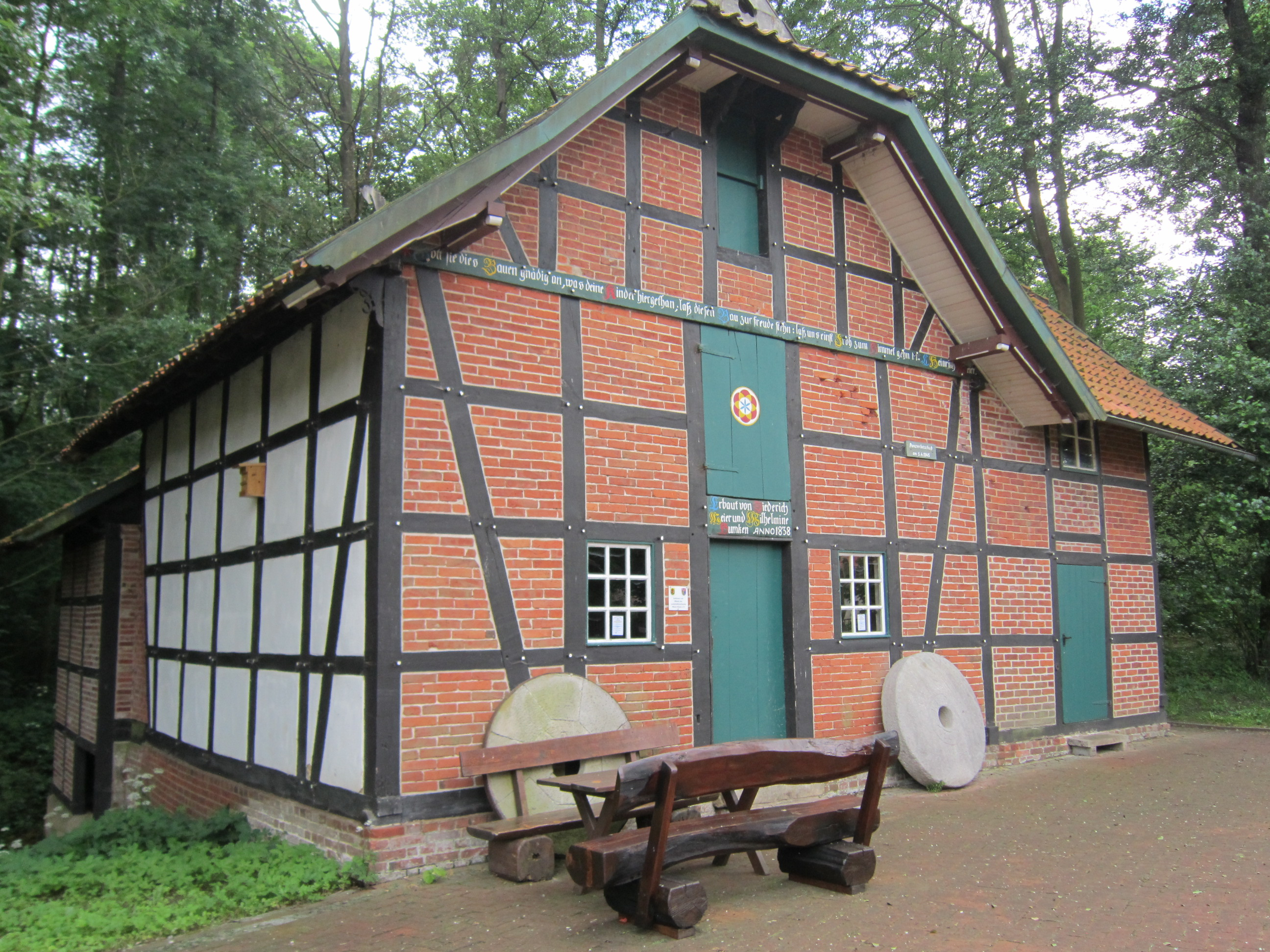
Watermolen Harrienstedt (1837)
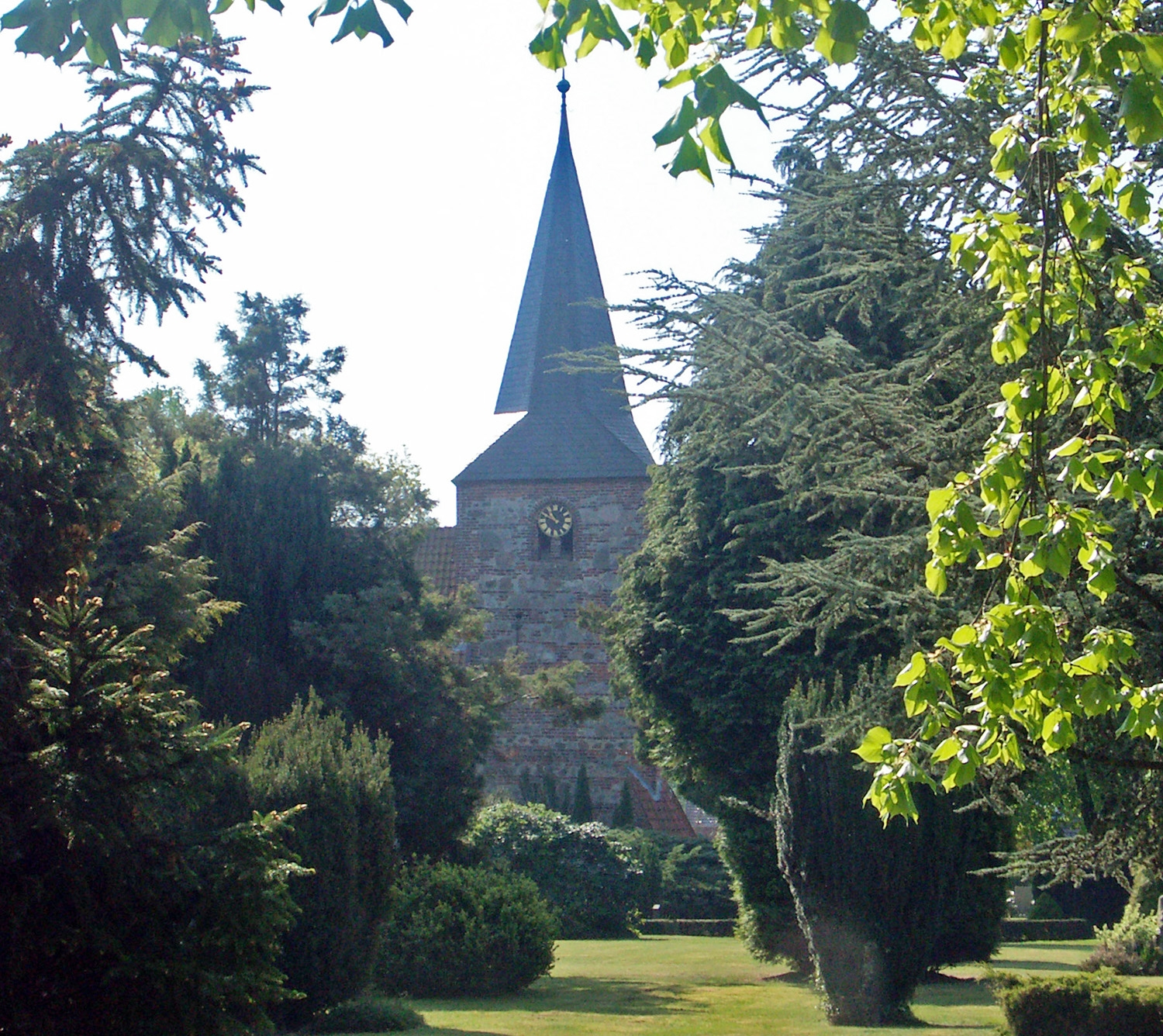
Sint-Joriskerk van Warmsen
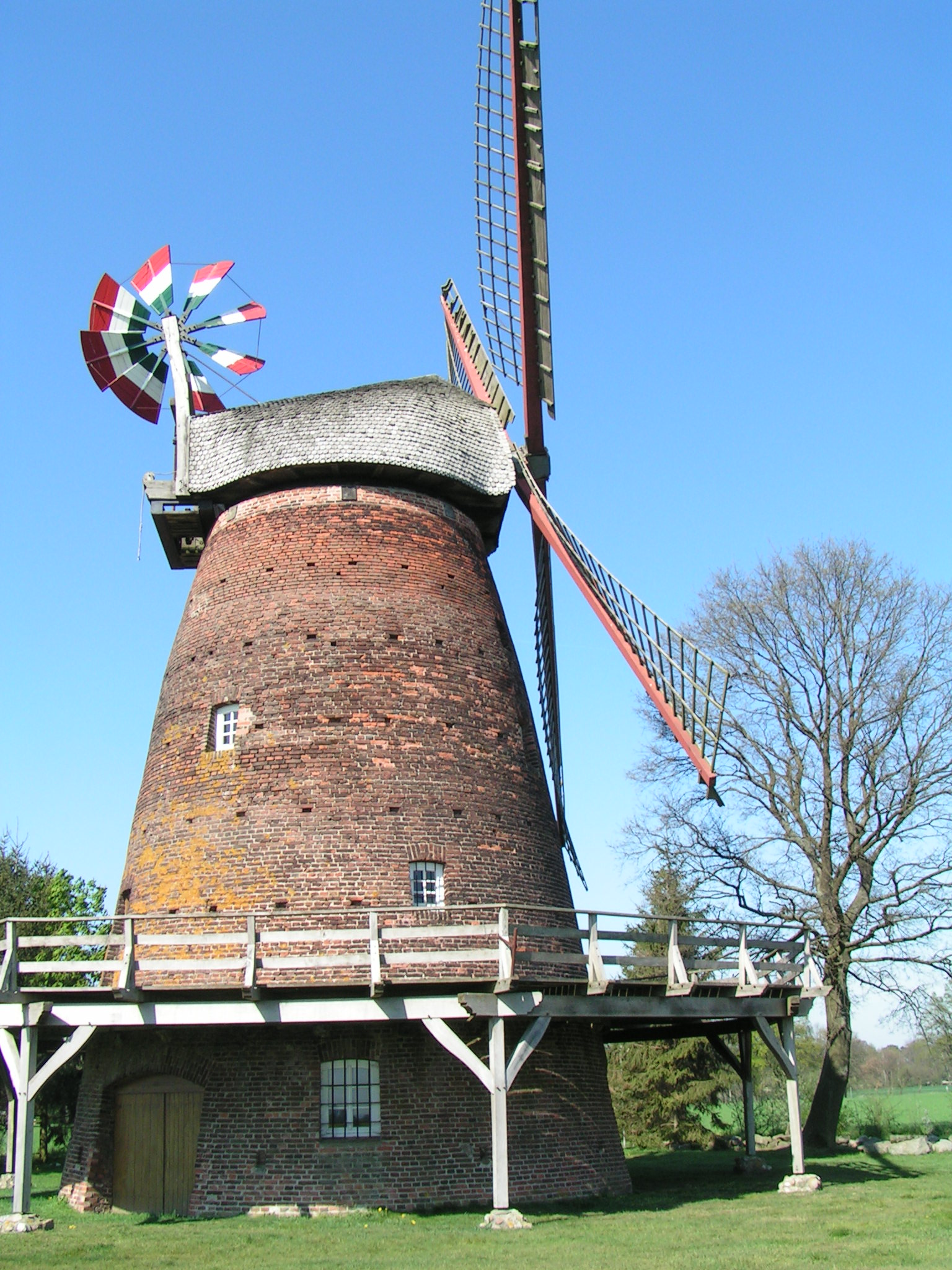
Windmolen Hoyersvörde
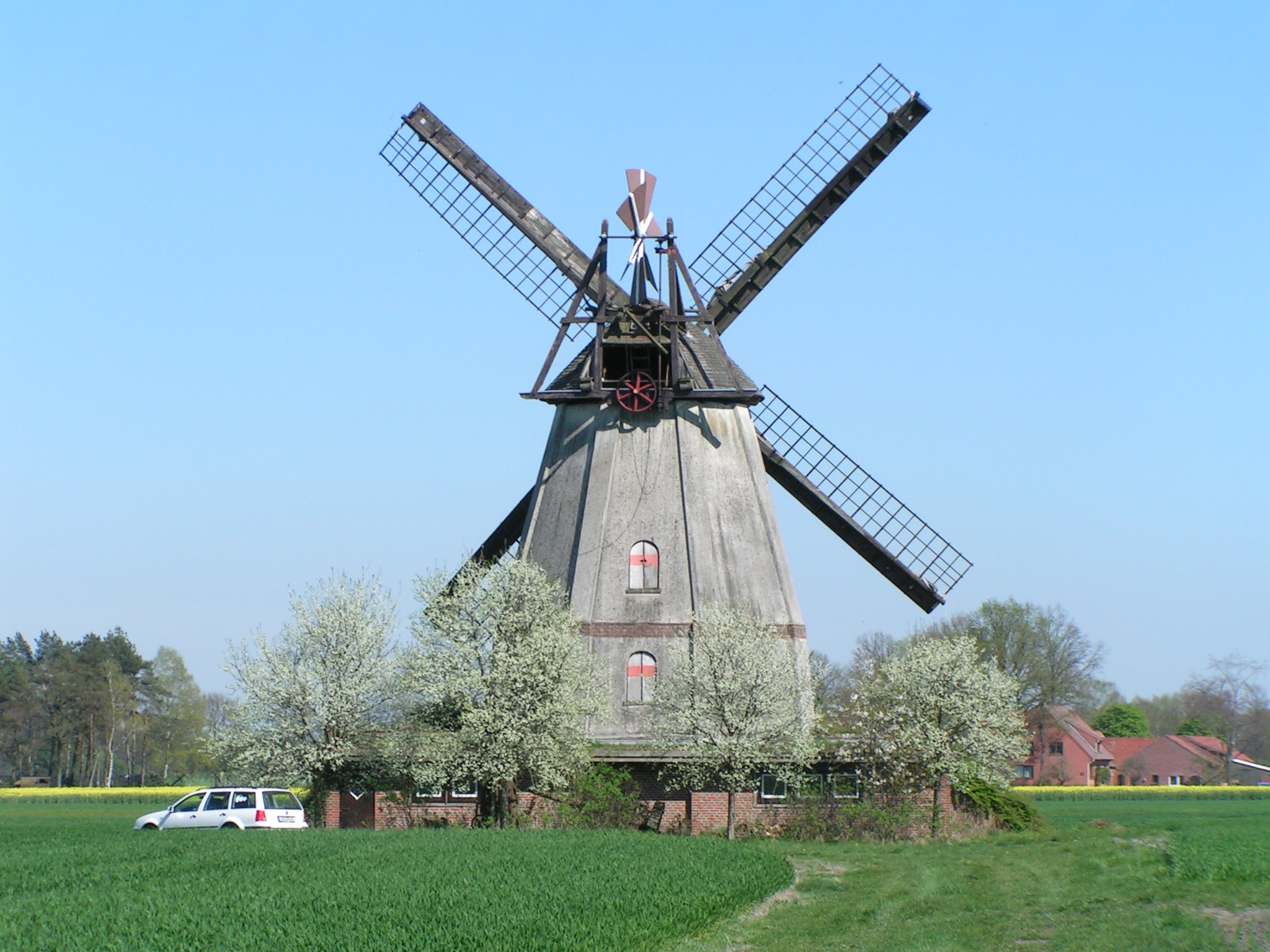
Windmolen Mösloh
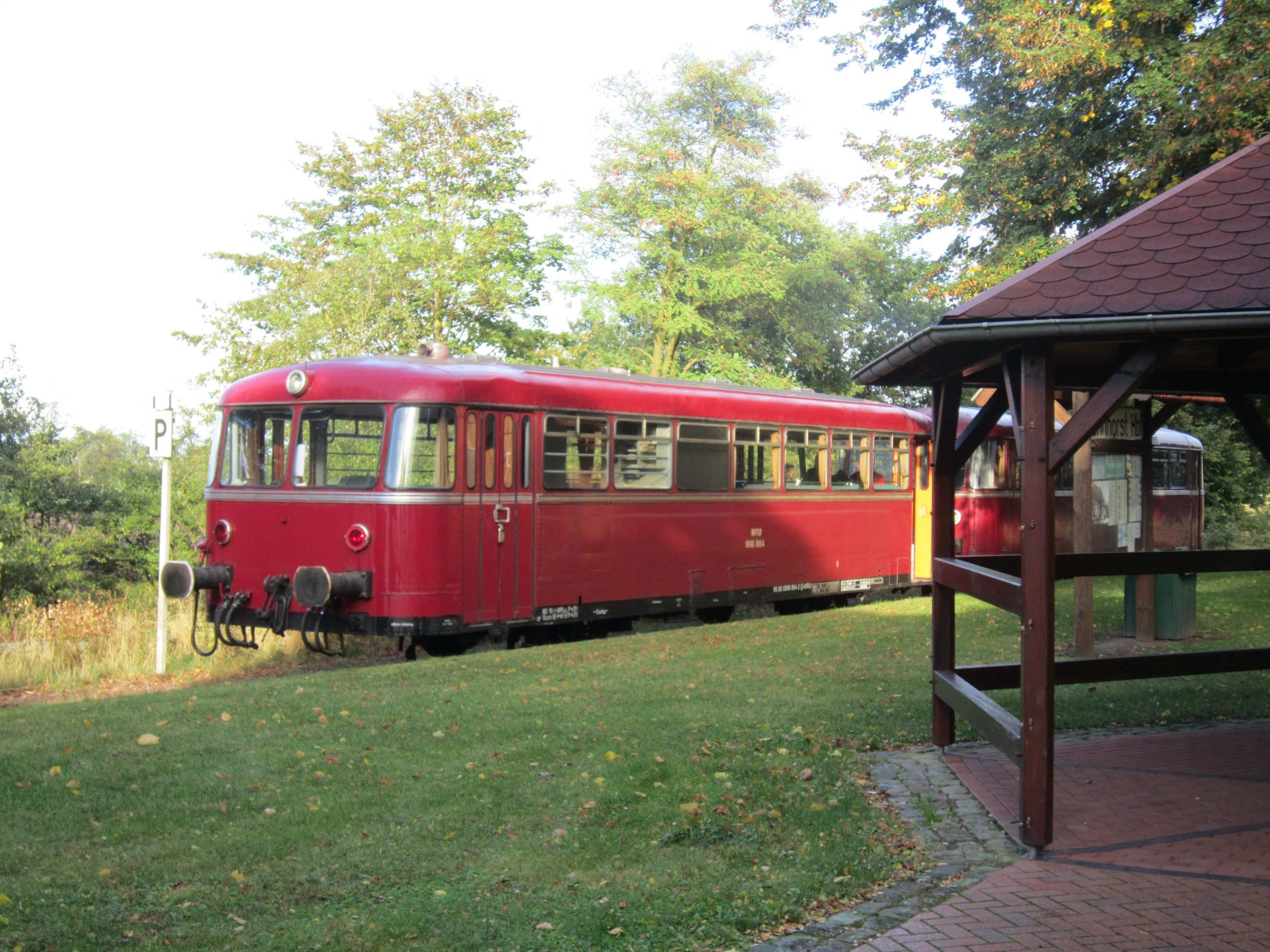
Railbus op de museumspoorlijn Rahden–Uchte, halte Bohnhorst

## Partnergemeenten

### Deelgemeente Uchte
- Sourdeval/Normandië, Frankrijk (sinds 1992)
- Ząbkowice Śląskie/voor 1945: Frankenstein in Silezië, Polen (sinds 2005).

### Deelgemeente Warmsen
- Wojciechowice, gem. Kłodzko/voor 1945: Königshain in Silezië, Polen (sinds 1993).